# Blau-Weiß Wewer
Blau-Weiß Wewer (vollständiger Name Sport-Verein Blau-Weiß Wewer 1929 e. V.) war ein Fußballverein aus dem Paderborner Stadtteil Wewer. Die erste Mannschaft spielte zwischen 1994 und 1996 in der damals viertklassigen Oberliga Westfalen.

## Geschichte
Der Verein wurde im Jahre 1929 gegründet. Die erste Mannschaft verpasste 1947 nach einer Entscheidungsspielniederlage gegen den Hövelhofer SV den Aufstieg in die Bezirksklasse. Dieser wurde ein Jahr später nachgeholt, ehe es 1951 wieder runter in die Kreisklasse ging. Nach weiteren Aufstiegen 1961 bzw. 1966 hielt sich die Mannschaft ein bzw. zwei Jahre in der Liga. Erst nach dem Aufstieg im Jahre 1984 konnten sich die Blau-Weißen in der Liga etablieren und erreichten 1985 und 1986 Vizemeisterschaften hinter dem Delbrücker SC und Rot-Weiß Mastholte. 1988 gelang dann der Aufstieg in die Landesliga.  Nach einem dritten Platz in der Saison 1990/91 gelang zwei Jahre später der Aufstieg in die Verbandsliga Westfalen. In der Saison 1993/94 wurde die Mannschaft durch das bessere Torverhältnis gegenüber dem SC Südlohn auf Anhieb Vierter. 
Durch die Einführung der Regionalliga West/Südwest gab es in jener Saison einen erhöhten Aufstieg. In der folgenden Relegation traf Wewer auf den Vierten der Parallelstaffel Rot-Weiß Lennestadt sowie den Vorletzten der Oberliga Westfalen TSG Dülmen. Die Blau-Weißen setzten sich durch und schafften den Aufstieg in die Oberliga Westfalen. Damit wurde Blau-Weiß Wewer hinter dem TuS Paderborn-Neuhaus zur sportlichen Nummer zwei der Stadt. In der Saison 1994/95 konnte die Mannschaft als Tabellenvierzehnter die Klasse halten. Der fremdfinanzierte Höhenflug des Vereins brach jedoch ein Jahr später in sich zusammen. Aus finanziellen Gründen zog der Vorstand die Mannschaft während der Saison aus der Oberliga zurück. Alle Spiele wurden annulliert. Für die Verbandsligasaison 1996/97 wurde die Mannschaft disqualifiziert. Im Jahre 2000 war der Verein schließlich zahlungsunfähig und musste aufgelöst werden.

## Stadion
Spielstätte von Blau-Weiß Wewer war seit 1969 die Sportanlage Delbrücker Weg mit einer Kapazität von 3.000 Plätzen. Gespielt wurde auf Naturrasen. Neben dem Stadion gibt es noch einen Kunstrasenplatz. Die Sportanlage befindet sich zwischen der A 33 und der B 1. Auch der Nachfolgeverein TSV Wewer nutzt die Sportanlage.

## Persönlichkeiten
- Norbert Dölitzsch
- Wolfgang Pache

## Nachfolgevereine

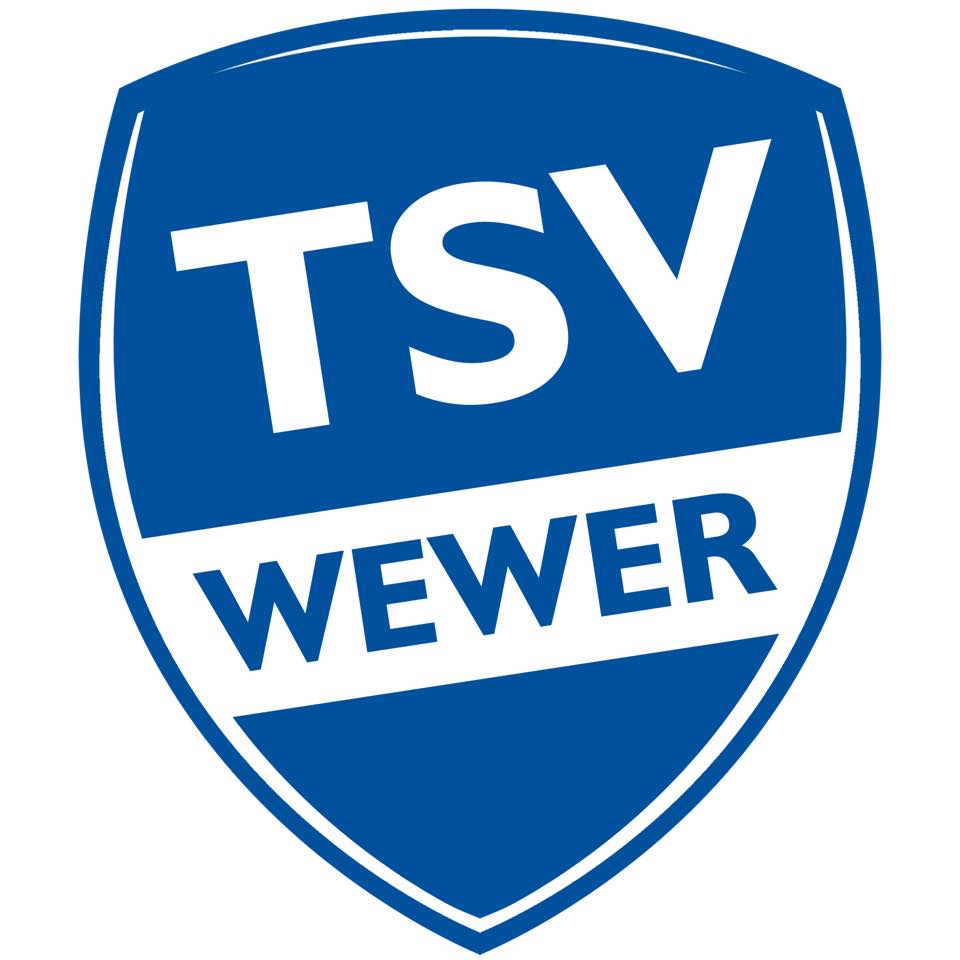
Logo des TSV Wewer

Als Nachfolgevereine wurden der TSV Wewer mit den Abteilungen Fußball, Rope Skipping und Fitness und der SC Wewer 2000 mit den Abteilungen Aerobic, Basketball, Herrenfreizeitsport, Tischtennis, Turnen, Volleyball und Karate gegründet.

### TSV Wewer
Der TSV Wewer stieg im Jahre 2015 in die Paderborner Kreisliga A auf. Vier Jahre später wurde die Mannschaft dort Vizemeister hinter TuRa Elsen, bevor 2020 der Aufstieg in die Bezirksliga gelang. Drei Jahre später stieg die Mannschaft wieder in die Kreisliga A ab.

### SC Wewer 2000
Den größten Erfolg des SC Wewer 2000 konnte die Tischtennisabteilung in der Saison 2017/18 mit der Teilnahme an der Oberliga West feiern.